# Sebastián Barranca
José Sebastián Barranca Lovera (Arequipa, 20 de enero de 1830-Lima, 4 de diciembre de 1909) fue un científico naturalista, filólogo y maestro peruano. Hizo notables estudios sobre la flora y fauna del Perú, y también sobre sus riquezas minerales. Se especializó en las lenguas nativas (quechua, aymara y algunos dialectos) y fue el primero en traducir al español el drama quechua Ollantay. Fue también uno de los catedráticos fundadores de la Facultad de Ciencias de la Universidad Mayor de San Marcos.

## Biografía
Nació en Acarí, en el seno de un hogar humilde. Fueron sus padres José Manuel Barranca Cabello e Isabel Lovera Mendoza. 
Sus estudios elementales los realizó de manera dispersa, en Jaqui, Ica y San Joaquín. A los 15 años de edad se trasladó a Lima, donde cursó Humanidades y Ciencias en el Convictorio de San Carlos. Destacó en los estudios, mostrando predilección por las Matemáticas, Ciencias Naturales y Lenguas Clásicas.  Llegó  a dominar el idioma latín e hizo incluso una traducción de La Eneida. 
Fue nombrado bibliotecario del Colegio de Medicina de San Fernando (llamado entonces Colegio de la Independencia), cuyo rector, el célebre Cayetano Heredia, respaldó su ingreso a dicho claustro en 1849, haciéndolo ingresar de frente al segundo año de Medicina. Esto disgustó a los demás alumnos, quienes atacaron al rector en un pasquín titulado “La Avispa”. Ello motivó a que Barranca abandonara los estudios, truncando así su instrucción superior (aunque en 1868 sería reivindicado, cuando la Universidad de San Marcos le otorgó el grado de doctor honorario). 
En 1851 aprendió el idioma griego, que pasó a enseñar en el Colegio Guadalupe. Sin embargo, tuvo que abandonar este trabajo al verse aquejado por la tuberculosis. De acuerdo con los métodos terapéuticos de entonces, en 1852 viajó a la sierra en busca de un clima más saludable. Aprovechó esa oportunidad para aprender el idioma quechua y tradujo una Doctrina cristiana, manual de ayuda para los sacerdotes. 
Recuperada ya su salud, permaneció en la sierra dedicado a la docencia. Fue profesor de Física en Huancayo, de Latinidad en Huancavelica y de Matemática en Ayacucho. 
Retornó a Lima en 1857, donde abrió un curso de enseñanza de Química, teórica y práctica. Por razones familiares, en 1860 viajó a Ica, donde dictó el mismo curso. Fue el primero en efectuar el análisis de las aguas salutíferas de las lagunas de la región. Una vez más retornó a Lima en 1861, donde reanudó sus estudios de mineralogía y botánica. Por esos años aprendió también los idiomas inglés, francés y alemán.
De 1863 a 1870 se desempeñó como profesor de griego en el Colegio Guadalupe. En 1868 asumió la cátedra de Historia Natural en la Facultad de Ciencias de la Universidad de San Marcos. Por haber sido uno de los catedráticos fundadores de esa facultad, se le otorgó el grado de doctor, el 18 de junio de 1868. Al mismo tiempo, ejercía como conservador del Jardín Botánico y como encargado interino del Museo Nacional. 
En ese mismo año de 1868 publicó su traducción al español del drama quechua Ollantay, bajo el título de Ollanta, o la severidad de un padre y la clemencia de un rey. Sostuvo que este drama era de origen incaico, iniciándose así la polémica.
Nombrado químico naturalista consultor del Ministerio de Hacienda, en 1872 integró la comisión destinada a estudiar los depósitos de guano de las islas Chincha. En esta oportunidad, estudió las formaciones geológicas e identificó fósiles y algunos afloramientos minerales. En 1876 fue uno de los fundadores de la Escuela de Minas, donde dictó el curso de Mineralogía.
Colaboró en El Siglo (1874-1879), órgano de difusión de la Sociedad Amigos del Saber.
Promovió la fundación de la Sociedad Amantes de la Ciencia (1881) y fue colaborador de su órgano de difusión Gaceta Científica (1884-1908). Fundó una Academia de Ciencias (1882-1892), donde impartió hasta 30 cursos distintos, algunos enseñados por primera vez en Perú, como por ejemplo Fitoquímica, Urografía práctica, Petrografía. Fue también uno de los fundadores del Instituto Histórico del Perú (1905).
Obtuvo su jubilación en 1905. Falleció en el hospital italiano de Lima, el 4 de diciembre de 1909, en medio de la pobreza y el olvido. Fue su discípulo, el doctor Rufino Aspiazu Báscones, quien logró salvar sus restos mortales de la zanja anónima para que fueran depositados en un nicho especial que adquirió de su propio peculio. Hoy descansan sus restos en el Cementerio Presbítero Maestro.

## Homenajes
Por Resolución Suprema del 5 de junio de 1950, el Colegio Nacional de Camaná pasó a llamarse "Sebastián Barranca".

## Obra
- Ollanta, o la severidad de un padre y la clemencia de un rey (1868). Traducción al español del famoso drama quechua Ollantay, con notas.
- Informe sobre la teoría del astrónomo alemán Rudolf Falb acerca de los temblores y erupciones volcánicas (1869), en colaboración del doctor Martín Dulanto.
- Memorandum de los productos naturales peruanos que proceden de los tres reinos (1892).
- Raíces Kichuas, en varios números del Boletín de la Sociedad Geográfica de Lima.

Una compilación de sus trabajos como quechuista y naturalista, aparecidos en publicaciones periódicas, fue realizada por Francisco E. Ruiz Alarco, en dos volúmenes (1951).